# Foton Auman
Foton Auman (Фотон Ауман) — сімейство важких і середніх вантажівок повною масою від 12 до 50 тонн пекінської компанії Foton Daimler Automotive Co., Ltd. (BFDA), яка є спільним підприємством китайського виробника вантажівок Beiqi Foton Motor Ltd. і Daimler AG.

## Опис

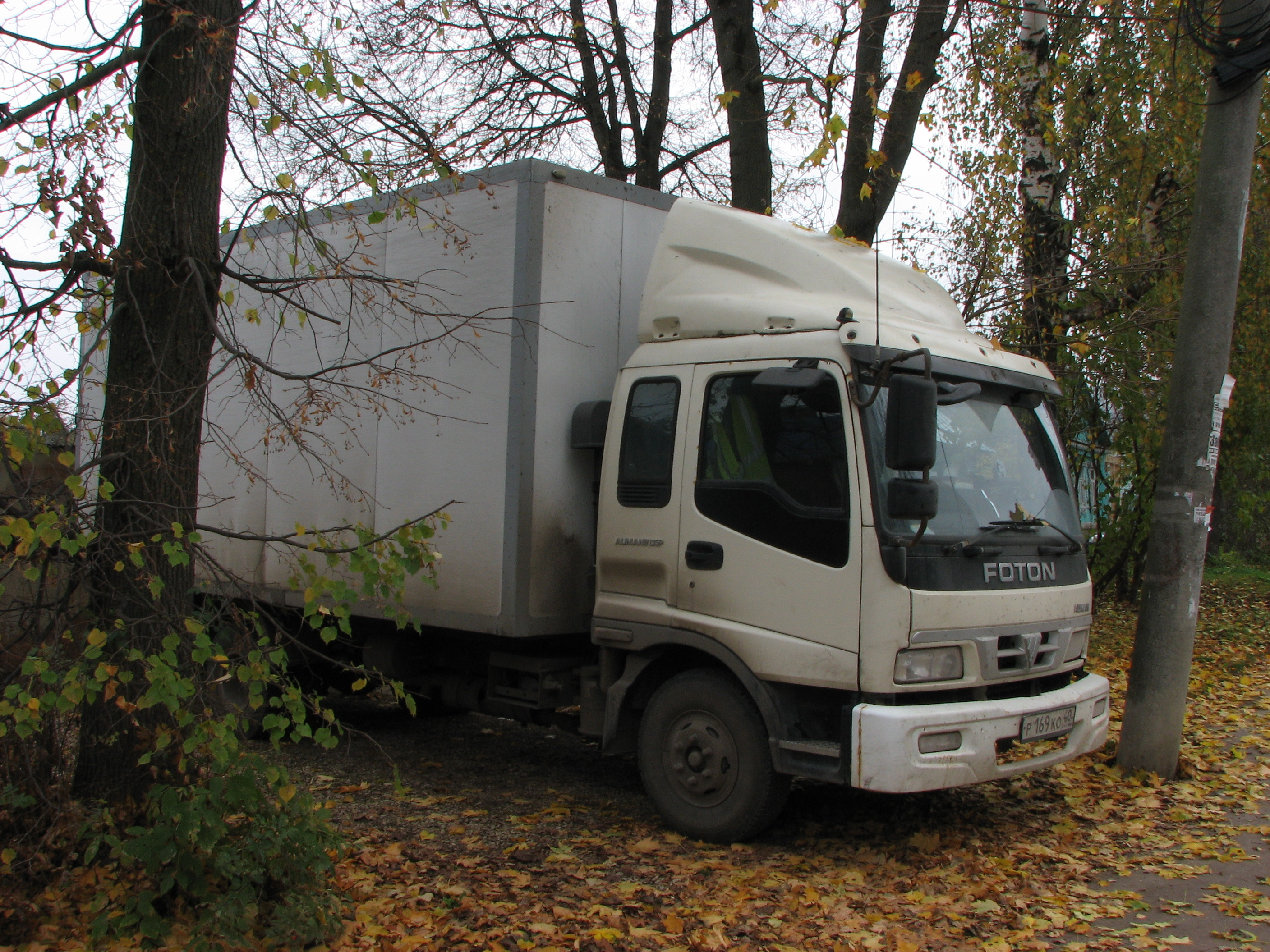
Foton Auman

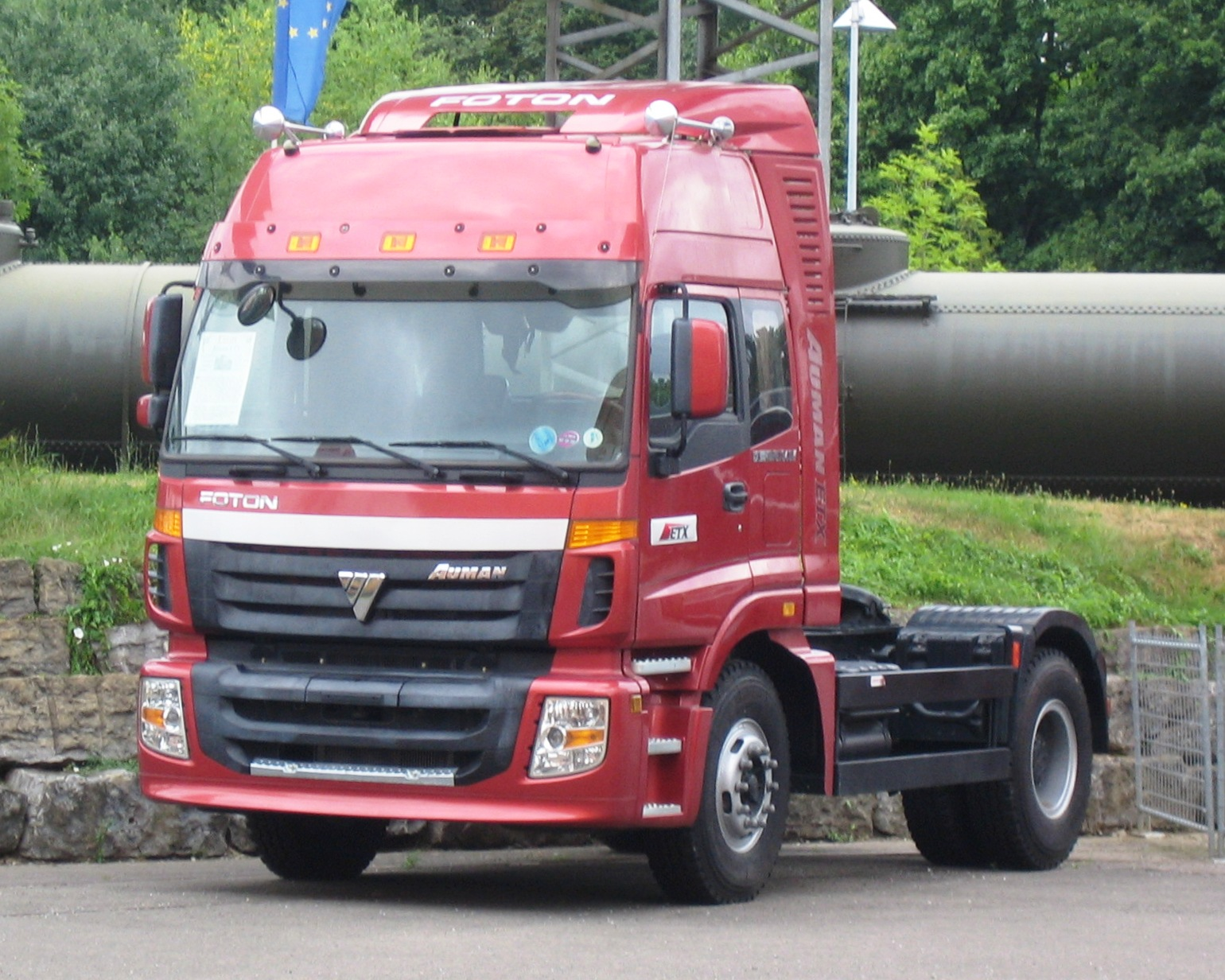
Сідловий тягач Foton Auman CTX

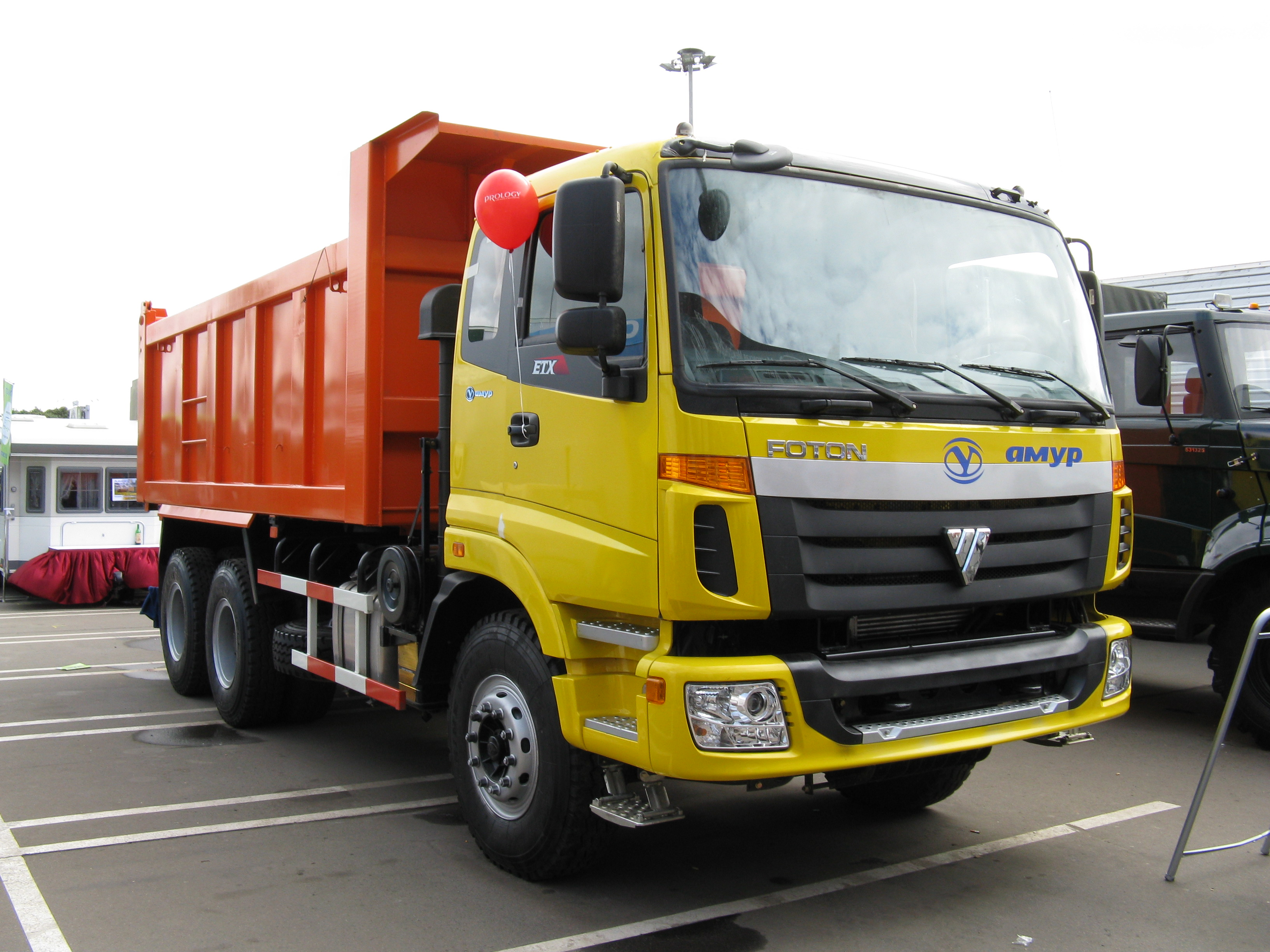
Самоскид Foton Auman CTX

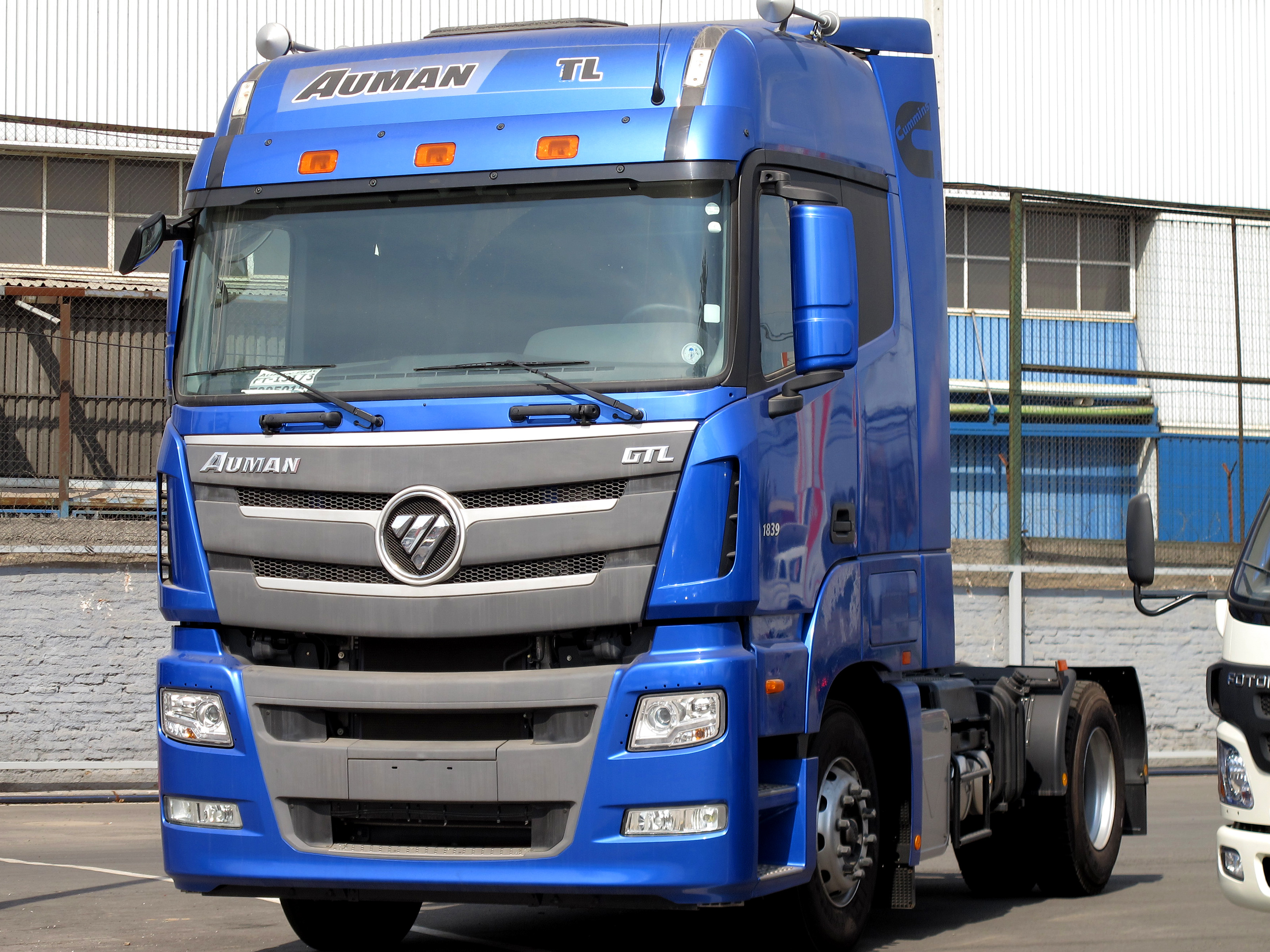
Foton Auman GTL 1839

Модельний ряд Foton Auman включає сідлові тягачі, самоскиди, бортові вантажівки, шасі, а також широкий ряд спеціальних автомобілів, таких як штабелевози, автобетононасоси і автобетонозмішувачі. Автомобілі пропонуються з колісною формулою 4х2, 6х2, 6х4, 6х6 та 8х4.
Розрізняють наступні модифікації автомобілів: Auman VT, Auman ETX, Auman CTX/TX і Auman GTL/TL (спільна розробка з Daimler AG 2010 року).
Автомобілі Auman VT, Auman ETX і Auman CTX/TX, які ще називають Foton Auman Н3, отримали кабіну подібну на Isuzu Giga або Forward, а автомобіль Auman GTL/TL (Foton Auman Н4) отримав кабіну подібну на Mercedes-Benz Actros.
Автомобілі можуть комплектуватися 12-літровим рядним шестициліндровим дизельним двигуном Mercedes-Benz OM457 (Євро-4, 5), двигунами Weichai, Cummins, Yuichai, Shanghai або Perkins Phaser потужністю від 150 до 490 к.с. і коробками передач Eaton або Shaanxi Fast Gear.
Восени 2016 року на автосалоні IAA в Ганновері дебютував Foton Auman EST, що розшифровується «Energy Super Truck» (Foton Auman Н5), створений у співпраці з американським Cummins і німецьким Daimler. Вантажівка комплектується агрегатом лінійки Cummins ISG12. Для цього мотора передбачено три варіанти продуктивності: 418, 450 і 470 к.с. Транспортний засіб оснащується паливним баком об'ємом 350 або 490 літрів. Силова установка базового варіанту вантажівки Foton Auman EST A комплектується 16-ст. механічною коробкою передач ZF 16S2230TD. Також для тягача передбачена 12-ст. автоматична трансмісія ZF TraXon 12TX2420TD. Буква «A» вказує на застосування задньої пневмопідвіски (Air Suspension System).
В 2017 році Foton Auman ETX модернізували, змінивни передню частину подібну на Auman EST.

### Україна
З 2007 року в Харкові налагоджена крупновузлова збірка моделі Foton Auman під маркою Кобальт на ТОВ «Автоскладальне підприємство «Кобальт»».

## Модифікації
Foton Auman VT
- Foton BJ 1163 — вантажівка вантажопідйомністю 12 т з дизельним двигуном 6D210-e3P, потужністю 210 к.с. при 2500 об/хв, крутним моментом 740 Нм при 1400-1600 об/хв або 6.7 л Cummins ISDe 245 потужністю 245 к.с. при 2500 об/хв, крутним моментом 925 Нм.

Foton Auman TX
- Foton BJ 3253 — самоскид вантажопідйомністю 17 т з дизельним двигуном Wechai WD615.50 9,7 л, потужністю 340 к.с. при 2200 об/хв, крутним моментом 1350 Нм при 1100-1600 об/хв
- Foton BJ 4183 — сідловий тягач з колісною формулою 4х2 повною масою 42 т з дизельним двигуном Wechai WD618.42Q 11,6 л, потужністю 420 к.с. при 2200 об/хв, крутним моментом 1600 Нм при 1300-1600 об/хв
- Foton BJ 4253 — сідловий тягач з колісною формулою 6х4 повною масою 49 т з дизельним двигуном Wechai WD618.42Q 11,6 л, потужністю 420 к.с. при 2200 об/хв, крутним моментом 1600 Нм при 1300-1600 об/хв

Foton Auman ETX
- Foton BJ 4251 — сідловий тягач з колісною формулою 6х4 з двигуном Cummins.

Foton Auman GTL
- Foton BJ 4189 — сідловий тягач з колісною формулою 4х2 повною масою 65 т з дизельним двигуном Cummins ISGe3-430 11,8 л, потужністю 430 к.с. при 1900 об/хв, крутним моментом 2000 Нм при 1000-1400 об/хв
- Foton BJ 4259 — сідловий тягач з колісною формулою 6х4 повною масою 75 т з дизельним двигуном Cummins ISGe3-430 11,8 л, потужністю 430 к.с. при 1900 об/хв, крутним моментом 2000 Нм при 1000-1400 об/хв
- Foton BJ 5313 — вантажівка з колісною формулою 6х4 вантажопідйомністю 30 т з дизельним двигуном Cummins ISME385 30 10,8 л, потужністю 385 к.с. при 1900 об/хв, крутним моментом 1835 Нм при 1354 об/хв

Foton Auman EST
- Foton BJ 4189 — новий сідловий тягач з колісною формулою 4х2 з двигуном Cummins ISG 12e5 11,8 л (Євро-5) потужністю 418, 450 або 470 к.с., представлений на автосалоні IAA 2016 року в Ганновері.
- Foton BJ 4269 — новий сідловий тягач з колісною формулою 6х4 з двигуном Cummins ISG 12e5 11,8 л (Євро-5) потужністю 418, 430, 450 або 470 к.с.
- Foton BJ 3250 — самоскид з колісною формулою 6х4
- Foton BJ 3319 — самоскид з колісною формулою 8х4